# 威廉·克鲁克斯
威廉·克鲁克斯爵士，OM，FRS（英語：Sir William Crookes，1832年6月17日—1919年4月4日），英国物理学家、化学家，參與皇家化學學院，致力於光譜學研究。
威廉·克鲁克斯於1859年创办并主编《化学新闻》。1863年当选英国皇家学会院士，1913年至1915年間擔任皇家学会会长。是铊元素的发现和命名者，以及真空管研究先驅。其1874年研制的陰極射線管（克鲁克斯管），为1895年X射线的发现和1897年电子的发现提供了基本实验条件。他同时也发明闪烁镜等实验仪器和防护游離輻射的特种玻璃，研究稀土元素及其光谱、空气中固氮等问题，并以此在1873年发明了辐射计（克鲁克斯辐射计）。
在晚年，他對心灵论感興趣，成為心靈現象研究學會會長。

## 生平

### 早年
威廉·克魯克斯出生於倫敦，有15個弟妹。他的父親約瑟夫·克羅克斯（Joseph Crookes）是北方出身的裁縫，當時和他第二任妻子瑪麗·斯科特（Mary Scott Lewis Rutherford Johnson）住在一起。
1850年至1854年，他擔任了大學的助理職位，很快開始原創性的工作。他沒有走向他的老師馮·霍夫曼的有機化學領域，而是研究新的硒化合物，這成為他1851年首次發表論文的主題。之後1854年他在牛津的雷德克里夫天文台與曼努埃爾·約翰·約翰遜一起工作，在那裡他將最新的蠟紙攝影技術與弗朗西斯·羅納茲製造的機器相結合，可以連續記錄氣象數據。 1855年，他被任命為切斯特大學的化學講師。
1856年，他與達倫頓威廉·漢弗萊（William Humphrey of Darlington）的女兒艾倫（Ellen）結婚，有三個兒子和一個女兒，生活在倫敦。1859年，創辦了《化學新聞》。這本雜誌是他編輯多年的科學雜誌，不過規模小於當時一般主流科學期刊。

### 中年
克鲁克斯在實驗上有眾多成果。他以極大的熱情接受本生和古斯塔夫·基爾霍夫介紹的光譜分析方法。1861年，他發現一個過去未知的元素，光譜中有一明亮的綠色發射譜線，因此取希臘語「θαλλός」（thallos）—「綠芽」之意，命名為元素鉈（thallium）。 這項工作使他的名聲確立，1863年當選為英國皇家學會院士。1871年他也在《化學分析選擇方法》上發表論文。
克魯克斯是建造和使用真空管來研究物理現象的先驅。1874年他開發了克鲁克斯管，研究陰極射線，發表了許多關於光譜學的論文，並對其中各個子領域進行研究。他在低壓氣體導電研究中發現，隨著壓力的降低，負極（陰極）似乎會發出光線（即所謂的“陰極射線”，現在已知是一股自由電子流，並可用於映像管）。因此，他也可以說是第一批研究後來所謂電漿的科學家之一，並在1879年認為這是第四種物質狀態。他還設計了閃爍鏡，是最初幾種研究核放射性的方法之一。
克魯克斯研究陰極射線的性質，表明它們以直線行進，當它們落在某些物質上時會引起熒光，並且可以產生很大的熱量。他因此相信他發現了第四種物質狀態，他稱之為“輻射質”（Radiant Matter）。他認為光線由一般分子量級的粒子流組成。後來約瑟夫·湯姆森也類似這樣解釋陰極射線的亞原子性質（由負電子流組成）。雖然之後不久克魯克斯的“輻射質”理論觀點被取代，他在此領域的實驗工作是許多發現的基礎，並最終改變了整個化學和物理學。
在研究鉈元素的過程中，他注意到真空平衡。 他很快就發現了一種驅動克鲁克斯辐射计的現象，當暴露於輻射能量時，克鲁克斯輻射計的葉片暗面會離開輻射源，亮面會靠近輻射源而轉動。然而，克魯克斯沒有提出這種明顯“輻射引起的吸力和斥力”的真正解釋。
1880年後，他住在肯辛頓公園花園（Kensington Park Gardens）的私人實驗室裡，完成他所有的後期工作。

### 晚年
克魯克斯在1895年確定了第一個已知的氦樣品。1897年被封為爵士。1903年，克魯克斯把注意力轉移到新發現的放射性現像，實現了鈾元素與其放射性衰變產物「鈾-X」（後來被確定為鏷元素）的分離。 他觀察到分離衰變產物的逐漸衰減，以及原始鈾中同時有新鮮的供應。 在這個重要發現的同時，他也觀察到當放射性活性物質中放射出的“p粒子”撞擊到硫化鋅時，每次沖擊都伴隨著微小的閃爍，這種現象成為了日後放射性技術中最有用的方法之一。

## 心靈論

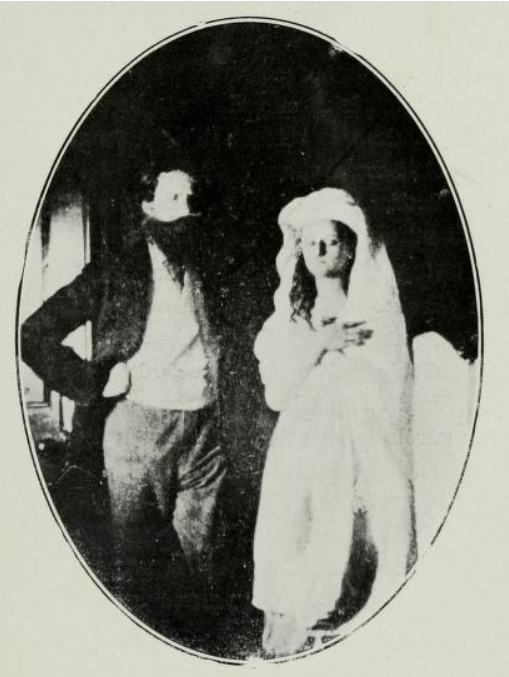
克鲁克斯與靈媒Katie King

1860年代後期，可能因為克鲁克斯的一個弟弟在21歲時死於黃熱病，克鲁克斯開始對心靈論論感興趣。1867年，受到瓦利（Crickwell Fleetwood Varley）的影響，克鲁克斯出席了一次降神會，試圖與他的兄弟聯繫 。在1871年至1874年間，克鲁克斯與當時的靈媒凱特·福克斯，佛羅倫斯·庫克和丹尼爾·東拉斯·亨姆合作了一些研究。經過調查，他認為這些靈媒可能產生真正的超常現象，並與精神交流。但後來的心理學家Leonard Zusne和Warren H. Jones則認為克鲁克斯非常可笑，把詐欺的靈媒當成是真實的。科學史學家Sherrie Lynne Lyons也認為克鲁克斯是被欺騙的。
克魯克斯後來加入了心靈現象研究學會，成為1890年代的會長，他也加入了神智學協會和靈魂俱樂部。1890年，他開始進入黃金黎明協會。